# Estación Marcos Paz (Sarmiento)
Coronel Doctor Marcos Paz es una estación ferroviaria ubicada en la ciudad de Marcos Paz, partido homónimo, Provincia de Buenos Aires, Argentina.

## Servicios
Es un centro de transferencia intermedio perteneciente a la Línea Sarmiento, en el ramal que presta servicio entre la estación Merlo y la ciudad de Lobos.
En los últimos años, se planeó electrificar el ramal desde la Estación Merlo hasta esta estación.

## Ubicación
Se encuentra en la zona céntrica de la ciudad de Marcos Paz.